# 格拉爾一世 (海爾德)
格拉爾一世（法語：Gérard Ier de Gueldre，1060年—1129年3月8日），第一任海爾德伯爵，1096年至1129年在位。

## 子女
1. 尤塔，與林堡的瓦勒良二世結婚
2. 約蘭德，與埃諾的博杜安三世結婚
3. 格拉爾二世，海爾德伯爵